# Universitatea din Chicago

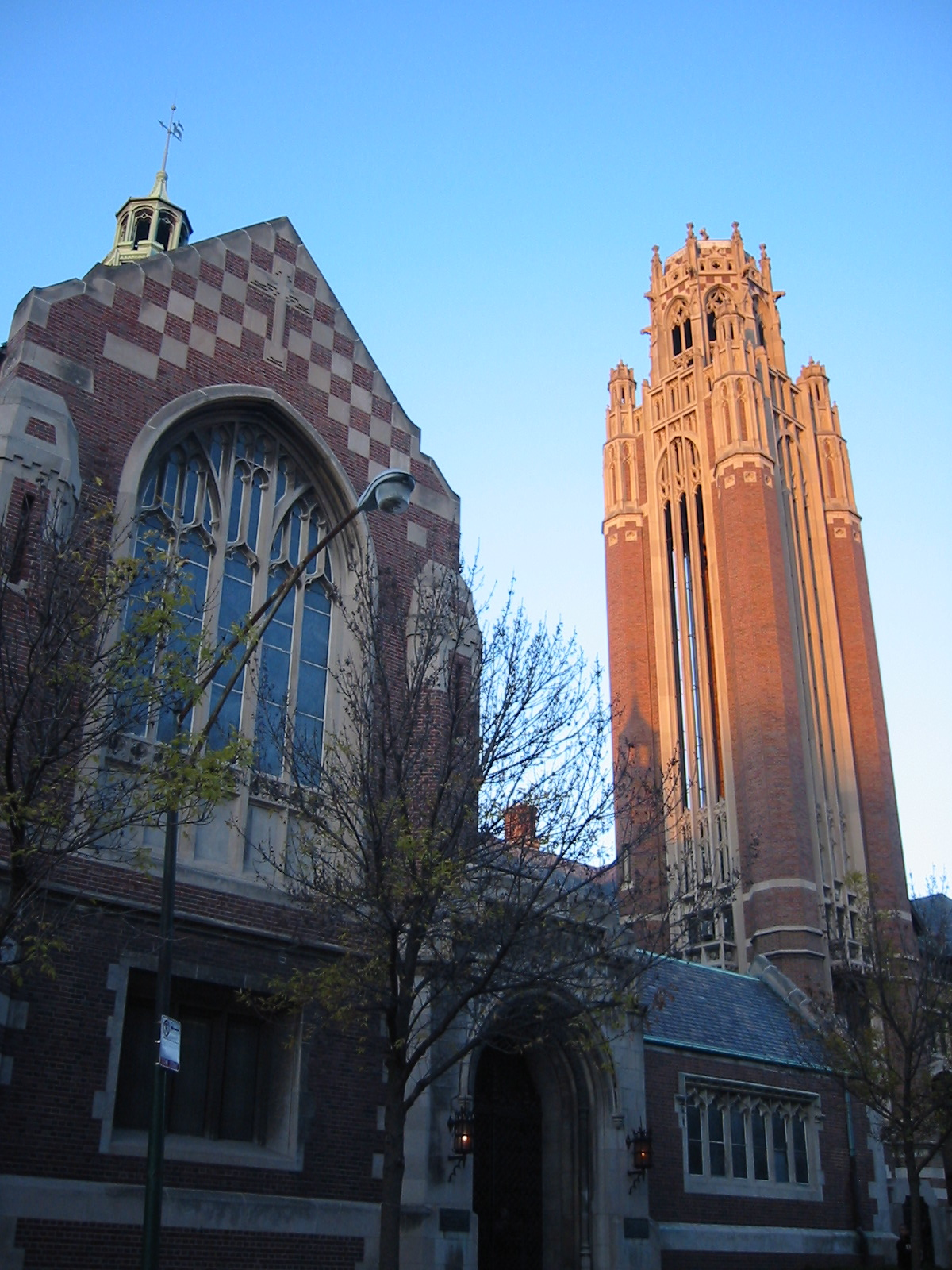

Universitatea Chicago este o instituție de învățământ superior privată, ale cărei facultăți sunt situate în principal în cartierul Hyde Park din Chicago, Illinois, SUA. Universitatea a fost fondată în 1890 de către John D. Rockefeller și și-a început activitatea de predare la 1 octombrie 1892.
Această universitate este recunoscută pe plan mondial ca unul din centrele de cercetare și învățământ cele mai avansate.

## Profesori
- Friedrich Hayek (1899-1992), economist
- Mircea Eliade (1907-1986), istoric al religiilor
- Mircea N. Sabău (1934-2009), fizician